# Sparbarus maculatus
Sparbarus maculatus är en dagsländeart som först beskrevs av Berner 1946.  Sparbarus maculatus ingår i släktet Sparbarus och familjen slamdagsländor. Inga underarter finns listade i Catalogue of Life.